# Коминз, Барбара
Барбара Коминз или Коминз-Карр, урождённая Барбара Бейли (англ.  Barbara Comyns Carr; 24 декабря 1907, Бидфорд-на-Эйвоне, Уорикшир — 14 июля 1992, Стентон, Шропшир) — английская писательница и художница.

## Биография
Закончила художественную школу в Стратфорде-на-Эйвоне. Поступила в известную лондонскую Heatherley School of Fine Art (в ней учились Бёрн-Джонс, Россетти, а позднее Уолтер Сикерт и др). В 1931 году вышла замуж за художника Джона Пембертона, родила двоих детей (брак распался в 1935 году). Выставлялась вместе с художниками Лондонской группы (Сикерт, Эпстайн, Уиндем Льюис, Годье-Бжеска). Познакомилась с Огастесом Джоном и Диланом Томасом. Во второй половине 1930-х жила с мелким спекулянтом, подрабатывала реставраторством и рекламой. В годы войны служила кухаркой в Хартфордшире, начала сочинять, чтобы развлечь своих детей. В 1945 году вышла замуж за служащего Форин-офис Ричарда Коминза Карра, внука искусствоведа и драматурга Джозефа Коминза Карра и друга Кима Филби. Начала профессионально писать, дебютировала романом Сёстры у реки (1947). В 1950-х семья переехала в Испанию, 16 лет жила в Барселоне, затем в Сан-Роке, в 1973 году вернулась в Англию.

## Творчество и признание
Проза Барбары Коминз автобиографична, в ней сильны элементы готической фантастики. Среди первых ценителей её книг были Грэм Грин и Алан Холлингхёрст, её роман Кожаные кресла назвала среди своих любимых книг Хелен Ойейеми (), роман Ойейеми Господин Фокс (2011) написан в перекличке с одноимённым романом Коминз. В 2000-е годы несколько романов Коминз были переизданы, они переведены на французский, испанский, итальянский, польский языки. Роман об эдвардианской эпохе Дочь ветеринара читала на BBC Radio Сюзанна Харкер, по нему был создан мюзикл Сэнди Уилсона.

## Книги
- Сёстры у реки/ Sisters by a River (1947)
- Наши ложки куплены у Вулворта/ Our Spoons Came from Woolworths (1950)
- Кто преобразился, а кого убили/ Who Was Changed and Who Was Dead (1955)
- Дочь ветеринара/ The Vet’s Daughter (1959)
- Out of the Red and into the Blue (1960)
- Кожаные кресла/ The Skin Chairs (1962)
- Birds in Tiny Cages (1964)
- A Touch of Mistletoe (1967)
- Можжевеловое дерево/ The Juniper Tree (1985, по мотивам одноимённой сказки братьев Гримм, в 2001 переиздан издательством Capuchin Classics press с предисловием Маргарет Дрэббл)
- Господин Фокс/ Mr. Fox (1987)
- Кукольный дом/ The House of Dolls (1989)